# 蒴果
蒴果（）（さく果、英: capsule）とは、果実の型の1つであり、複数の心皮（雌しべを構成する葉的要素）からなり、果皮はふつう乾燥しており、裂開して種子を放出する果実のことである（図1）。ドクダミ、ユリ、ラン、アヤメ、ネギ、ツユクサ、イグサ、スミレ、ヤナギ、カタバミ、ナデシコ、ツバキ、ツツジ、アサガオ、キキョウなどさまざまな植物に見られる。蒴果は、裂開様式に応じていくつかのタイプに分けられる。特に横裂して蓋がとれるように開く蒴果は蓋果、側面などに孔が開いて種子がこぼれ出る蒴果は孔開蒴果とよばれる。またアブラナ科に見られる蒴果は、2心皮から構成され間に隔膜があり、特に角果とよばれる。

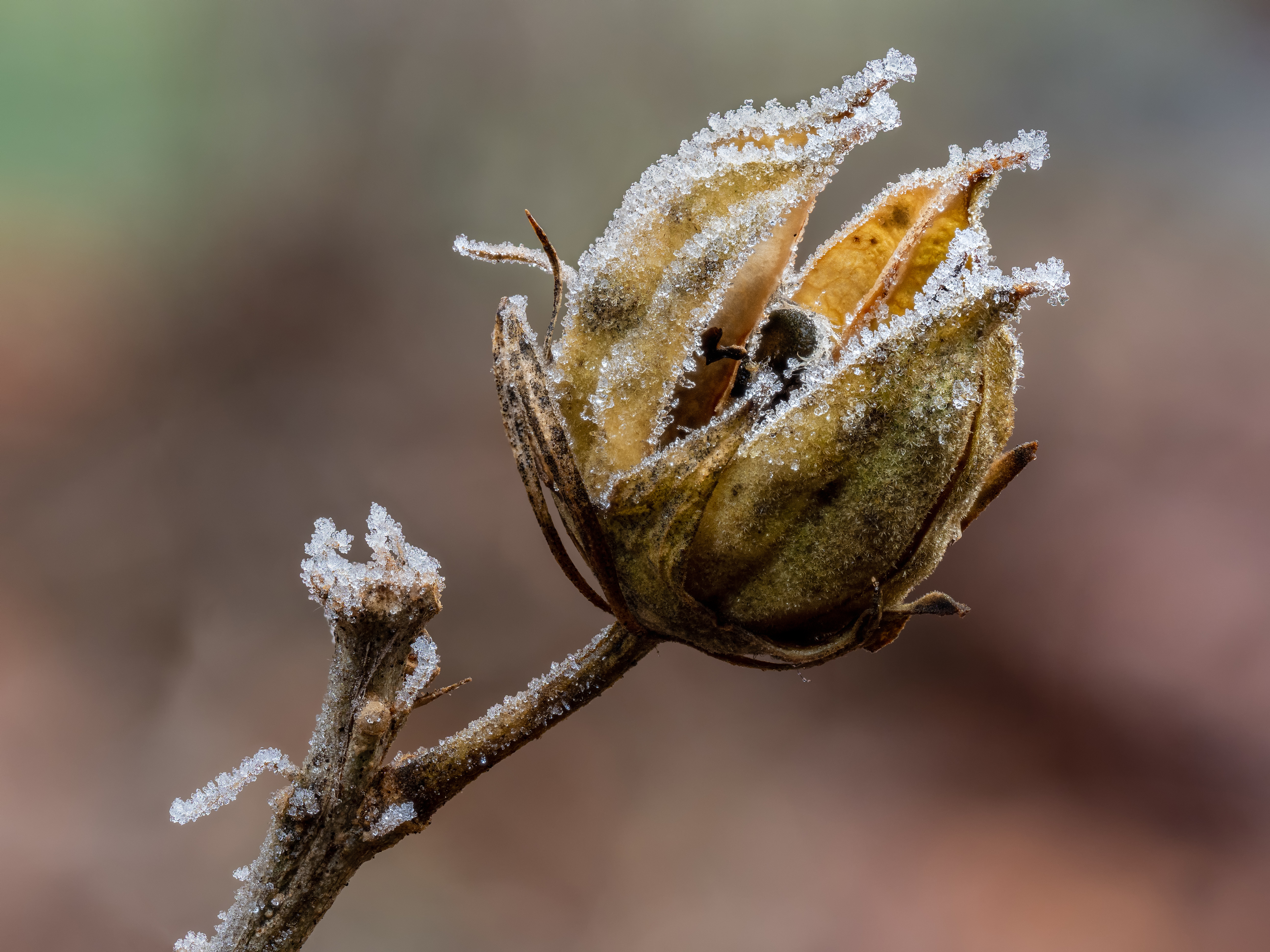
1. ムクゲ（アオイ科）の蒴果

蒴果は種子を放出するため、種子が散布単位になる。蒴果の中には、乾燥した細胞壁の収縮などによって種子をはじき飛ばす機構をもつものもある（スミレ、ホウセンカなど）。また放出される種子は、散布様式に応じた特徴をもつことがある（下記参照）。

## 定義

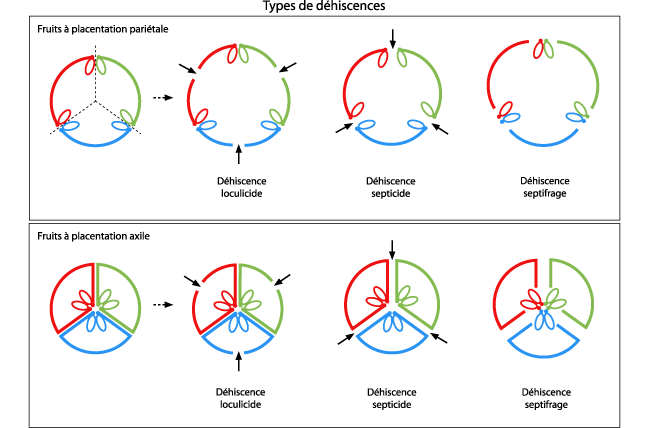
3. 蒴果裂開様式（いずれも3心皮性の例であり、それぞれの心皮を異なる色で表している）: 側膜胎座の場合（上）と中軸胎座の場合（下）、左2列目から右へ胞背裂開蒴果、胞間裂開蒴果、胞軸裂開蒴果

複数の心皮からなり、果皮が裂開して種子を放出する果実は、蒴果とよばれる。成熟した状態で果皮はふつう乾燥しているが、ホウセンカ（ツリフネソウ科）のように生きた組織の状態で裂開するものもある。側膜胎座などをもつ子房に由来する蒴果は1室であり（下図3上段）、中軸胎座をもつ子房に由来する蒴果は複数の部屋に分かれている（下図3下段）。子房上位のものも、子房下位のものもある。子房下位のものでは、子房に由来する果皮が花托に由来する組織に包まれていることになる。蒴果をつくる被子植物は多く、ドクダミ科、ウマノスズクサ科、ヤマノイモ科、ユリ科（下図2a）、ラン科、アヤメ科（下図2b）、ツユクサ科、ミズアオイ科、イグサ科、ケシ科、ユキノシタ科、フウ科、ニシキギ科、スミレ科（下図2c）、ヤナギ科、オトギリソウ科、トウダイグサ科、カタバミ科、アカバナ科、ミソハギ科、ナデシコ科、アジサイ科、ツバキ科、サクラソウ科、ツリフネソウ科、ツツジ科（下図2d）、リンドウ科、ヒルガオ科（下図2e）、オオバコ科、キキョウ科、トベラ科などに見られる。
縦に裂開する蒴果は、裂開様式によって以下のように分けられるが、複数の裂開様式が組み合わさって起こることもある。裂開は先端側から起こるもの、基部側から起こるものがある。また裂開が不規則である例もある（キンギョソウなど）。
- 胞背裂開蒴果（室背裂開蒴果、loculicidal capsule）
各心皮背面の中軸（背縫線、外縫線）で裂開する蒴果（図3左から2列目）。
- 胞間裂開蒴果（室間裂開蒴果、septicidal capsule）
心皮の境界線で裂開する蒴果（図3左から3列目）。
- 胞軸裂開蒴果（septifragal capsule）
胎座（種子がついている部分）周囲を除いて果皮が剥がれる蒴果（図3左から4列目）。
- 胞腹裂開蒴果（室腹裂開蒴果、ventricidal capsule）
各心皮の縁の合わせ目（腹縫線、内縫線）で裂開する蒴果。

蒴果のうち、横に裂開して上部が蓋のようにとれるものは、蓋果（）（横裂果、胞周裂開蒴果; pyxidium, pyxis, circumscissile capsule）とよばれる（下図4a）。蓋果はタコノアシ（タコノアシ科）、ゴキヅル（ウリ科）、ユーカリ、ブラシノキ（フトモモ科）、スベリヒユ、マツバボタン（スベリヒユ科）、ルリハコベ（サクラソウ科）、オオバコ属（オオバコ科）などに見られる。ヒユ科のケイトウ、アオゲイトウ、ハリビユなどの果実は蓋果と同様に横に裂開して種子を放出するが、特に横裂胞果とよばれることがある。
蒴果のうち、側面や先端部に孔が開いてそこから種子がこぼれ出るものは、孔開蒴果（）（poricidal capsule, porose capsule）とよばれる（下図4b）。孔開蒴果はケシ属（ケシ科）やキキョウ属、ツリガネニンジン属（キキョウ科）などに見られる。
アブラナ科の蒴果は特に角果とよばれ、2心皮からなり、間に隔膜（隔壁、胎座枠; replum）が存在し、心皮が弁（valve）となって外れる。角果のうち、長さが幅の2–3倍以上のものは長角果（silique, siliqua）とよばれ、アブラナやオランダガラシ、イヌガラシ、ハタザオなどに見られる（上図4c）。長さが幅の2–3倍以下のものは短角果（silicle, silicule）とよばれ、ナズナやグンバイナズナ、イヌナズナなどに見られる（上図4d）。ダイコンの果実は角果と同じ構造であるが、裂開せず1種子を含む部分ごとに分節するため、節長果（biloment）とよばれる（上図4e）。

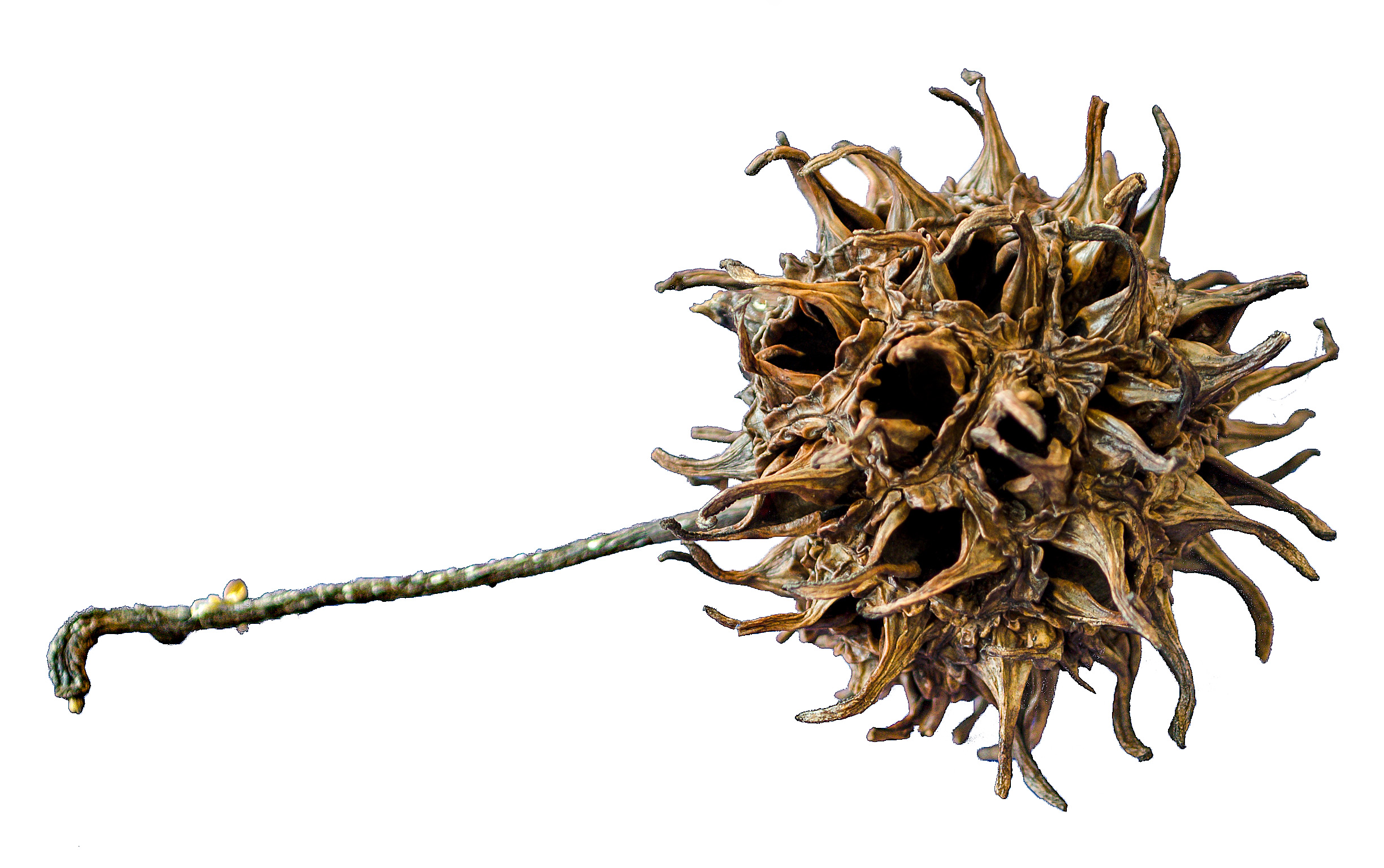
5. モミジバフウ（フウ科）の蒴果型多花果

フウ属（フウ科）やタニワタリノキ属（アカネ科）は、多数の花が集まった球形の頭状花序を形成する。個々の花は蒴果となり、多数の蒴果が球形にまとまった複合果（多花果）となる（蒴果型多花果 capsiconum, multiple fruit of capsule; 図5）。蒴果型多花果は、ドクダミやヤナギなどにも見られる。

## 種子散布
蒴果は種子を放出するため、種子が散布単位となる。いくつかの植物では、蒴果が種子を射出する機構を備えている。また放出される種子に、散布のための構造が付随していることがある。

### 自動散布
植物が自身の力で種子を散布する様式は、自動散布（自力散布、自発分散、autochory; 自力射出散布、autonomous ballistic seed dispersal）とよばれる。種子を射出する力は、果皮が乾燥して収縮する力によるものや果皮や種皮の膨圧によるものがあり、その力が果皮をつなぎ止めている力や種子を保持する力を上回った瞬間に種子をはじき飛ばす。蒴果の中には、以下のように種子を自動散布するものが知られている。
スミレ属（スミレ科）の蒴果は3片に裂開し、船状になったそれぞれの裂片に複数の種子が入った状態になる（下図6a）。その後、各裂片が乾燥することで収縮して幅が狭くなり、種子をはじき飛ばす。マンサクやトサミズキ（マンサク科）やツゲ（ツゲ科）の蒴果も、果皮の乾燥・収縮によって種子を射出する（下図6b）。ゲンノショウコ（フウロソウ科）では蒴果が5つに分離し、乾燥すると花柱に沿って跳ね上がり、種子をはじき飛ばす（下図6c）。コクサギ（ミカン科）では、蒴果が心皮ごとに分離し、その外果皮が開き、内果皮がはじけて種子を射出する（下図6d）。
上記の例は乾燥による収縮が主な力となっているが、蒴果を構成する生きた細胞の膨圧上昇によって果実がはじけて種子を射出する例もある。このような例は、ムラサキケマン、シロボウエンゴサク（ケシ科）、コミカンソウ（コミカンソウ科）、ツリフネソウ、ホウセンカ（ツリフネソウ科; 図6f, g）に見られる。
カタバミ属（カタバミ科; 上図6e）では、種子を包む袋の膨圧が高くなり、刺激が加わることでこの袋が反転し、蒴果の裂開した部分から種子が飛び出す。また袋に含まれていた粘液質によって種子は動物に付着し、さらに散布される（付着散布）。

### その他の散布
蒴果から放出されて風によって散布（風散布）される種子には、以下のような特徴をもつものが見られる。
- 種子に毛が生えている … ヤナギ（ヤナギ科; 下図7a）、ヤナギラン（アカバナ科）、ムクゲ、ワタ属（アオイ科; 下図7b）などに見られる。
- 種子に翼が発達している … ヤマノイモ（ヤマノイモ科）、ユリ（ユリ科; 下図7c）、ギボウシ（キジカクシ科）、アロエ（ツルボラン科）、サルスベリ（ミソハギ科）、キリ（キリ科; 下図7d）、ツルニンジン（キキョウ科）などに見られる。
- 種子が微小である例 … ラン科（下図7e）やイチヤクソウ（ツツジ科）、ナンバンギセル（ハマウツボ科）などは極めて微小な種子を大量に放出し、このような種子は埃種子（）ともよばれる[13]。これほど微小ではないが、ショウジョウバカマ（シュロソウ科）、チダケサシ（ユキノシタ科）、ノリウツギ（アジサイ科）、ツツジ（ツツジ科）なども小さな種子を放出する。

キショウブ（アヤメ科; 下図8a）やハマオモト（ヒガンバナ科）、グンバイヒルガオ（ヒルガオ科; 下図8b）、アサザ（ミツガシワ科）などの蒴果は水に浮かぶ種子を放出し、これが水面を流れて散布される（水流散布、海流散布）。
ネコノメソウ属（下図8c）、チャルメルソウ属（ユキノシタ科）、ユウゲショウ（アカバナ科）、フデリンドウ（リンドウ科; 下図8d）などの蒴果は、上方に裂開する（水分や湿度上昇を感知して開くものもある）。これは、雨粒を受けて種子をはじき飛ばす（雨滴散布）ためであると考えられている。
オオバコ（オオバコ科）の果実は果皮がふた状にとれる蓋果であるが、種子表面は水に濡れると粘質になり、動物などに付着する。これによって種子散布（付着散布）されると考えられている。
蒴果の中には、裂開して種子が露出するがその場に留まり、この種子が鳥など動物に食べられて散布されるものがある（被食散布）。このような例として、ヤブラン属やジャノヒゲ属（キジカクシ科; 下図9a）、ニシキギ科（下図9b）、ナンキンハゼ、アカメガシワ（トウダイグサ科; 下図9c）、トベラ（トベラ科; 下図9d）などがある。このような種子は、目立つ色（赤、黒など）をして種皮が肉質化、または仮種皮（種衣）が発達するものが多い。可食部が液質で水分を多く含むものから、乾性で脂質を多く含むもの、さらに可食部がほとんどなく動物を騙していると考えられているものもある。また裂開した果皮も色づき、視認効果を高めている例もある（下図9b）。
シラタマノキ属（ツツジ科）では、蒴果が多肉化した萼で覆われており（下図9e）、これが可食部となって被食散布される。
トチノキ（ムクロジ科）やヤブツバキ、チャノキ（ツバキ科）の蒴果は、堅い種皮で覆われた大型の種子を放出する（下図10a, b）。このような種子は、ブナ科などの堅果と同様に、動物に収穫・輸送・貯蔵されて食べ残しが散布されると考えられている（貯食散布）。
カンアオイ（ウマノスズクサ科）やカタクリ（ユリ科）、スズメノヤリ（イグサ科）、クサノオウ（ケシ科）、スミレ（スミレ科）などの蒴果から放出される種子はエライオソームとよばれるアリが好む物質からなる構造をつけており（下図10c）、アリによって散布される（アリ散布）。上記のようにスミレ属は果皮の収縮による自動散布も併用するが、アオイスミレの果実は射出能をもたず、代わりに種子のエライオソームが非常に大きい。

## ギャラリー

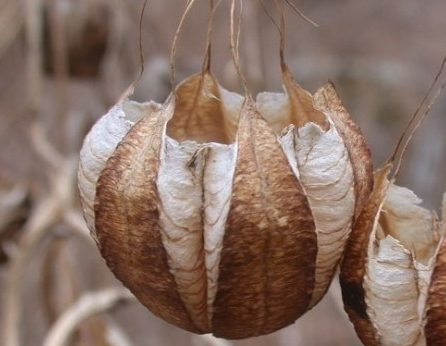
ウマノスズクサ属（ウマノスズクサ科）の蒴果
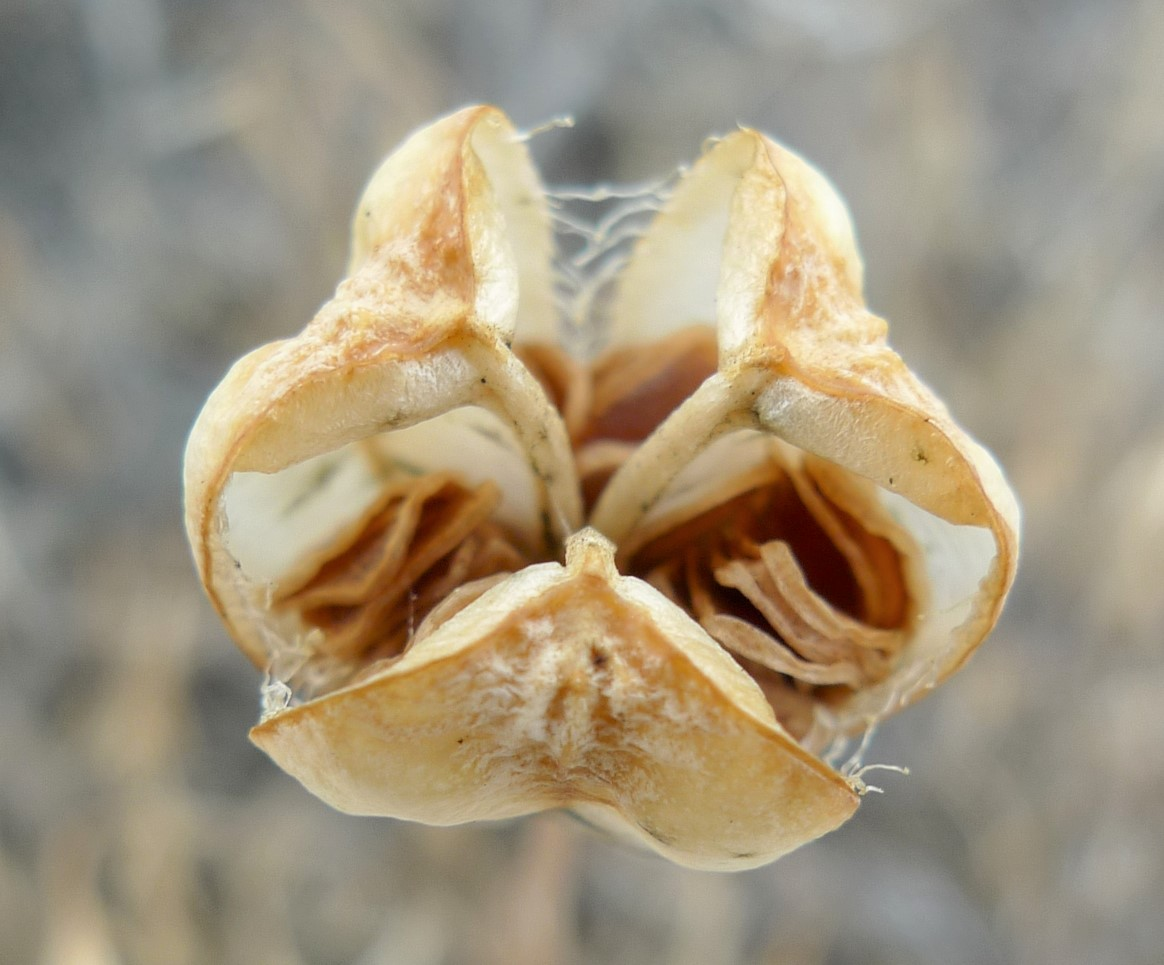
バイモ属（ユリ科）の蒴果と種子
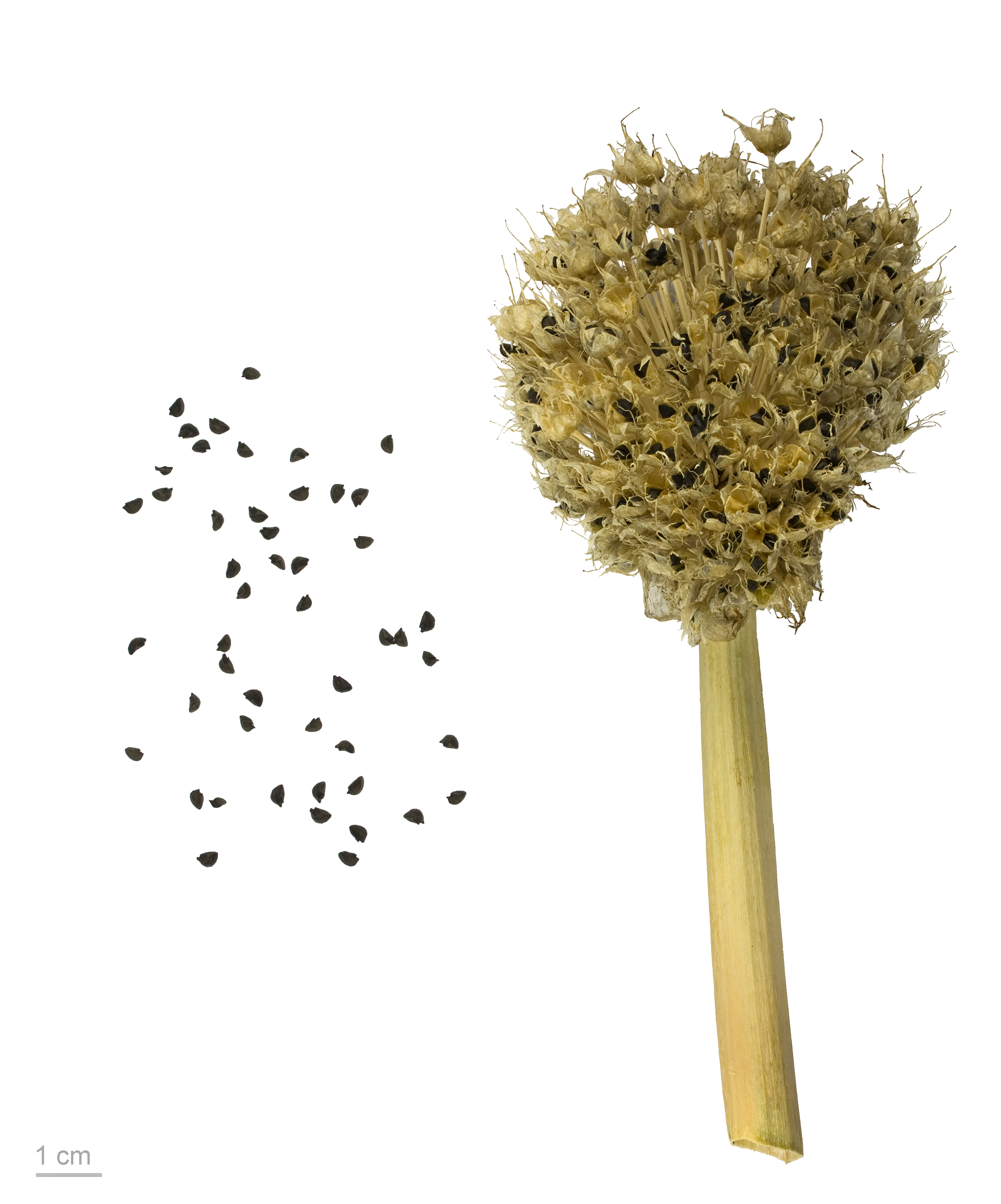
ネギ（ヒガンバナ科）の蒴果と種子
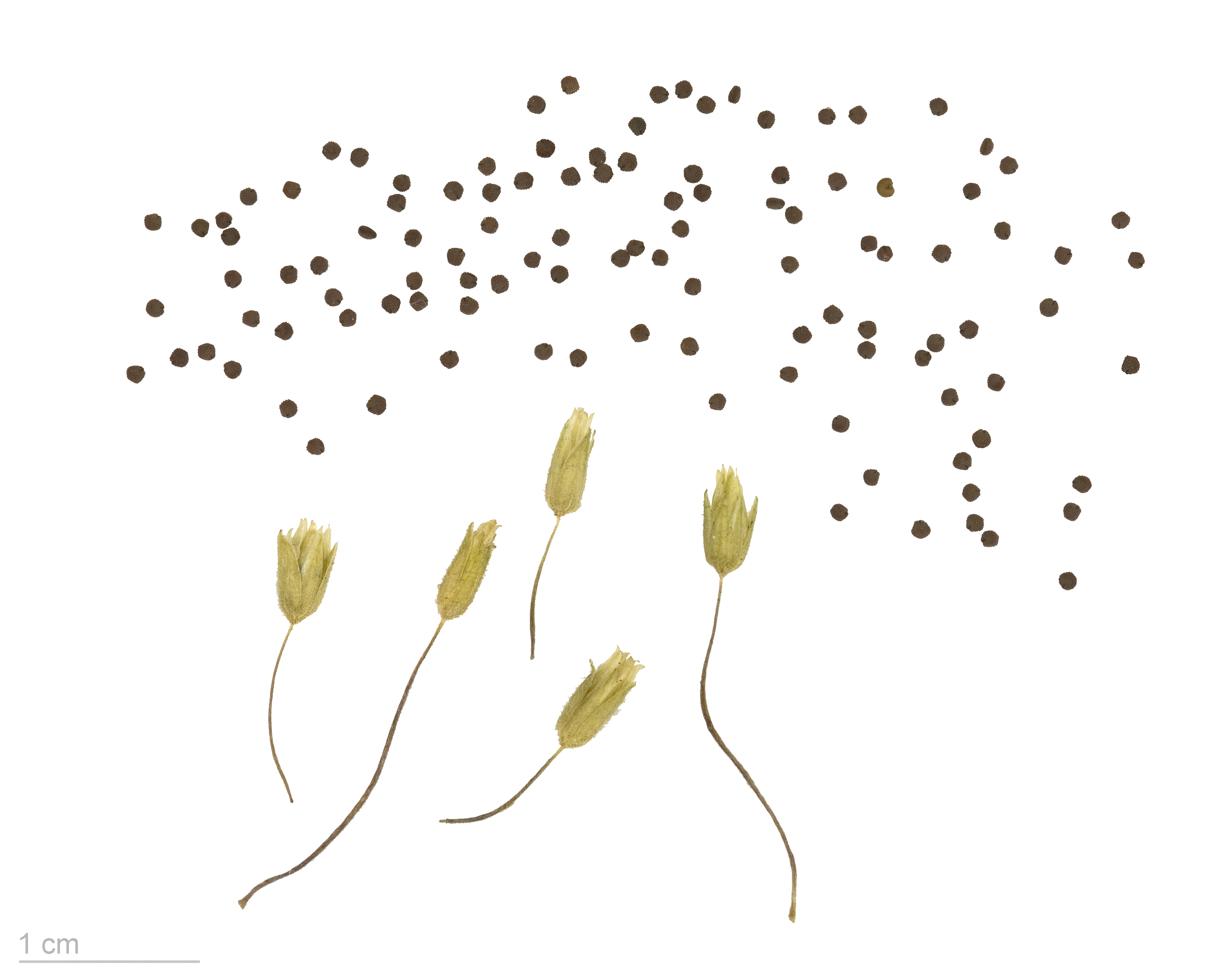
コハコベ（ナデシコ科）の蒴果と種子
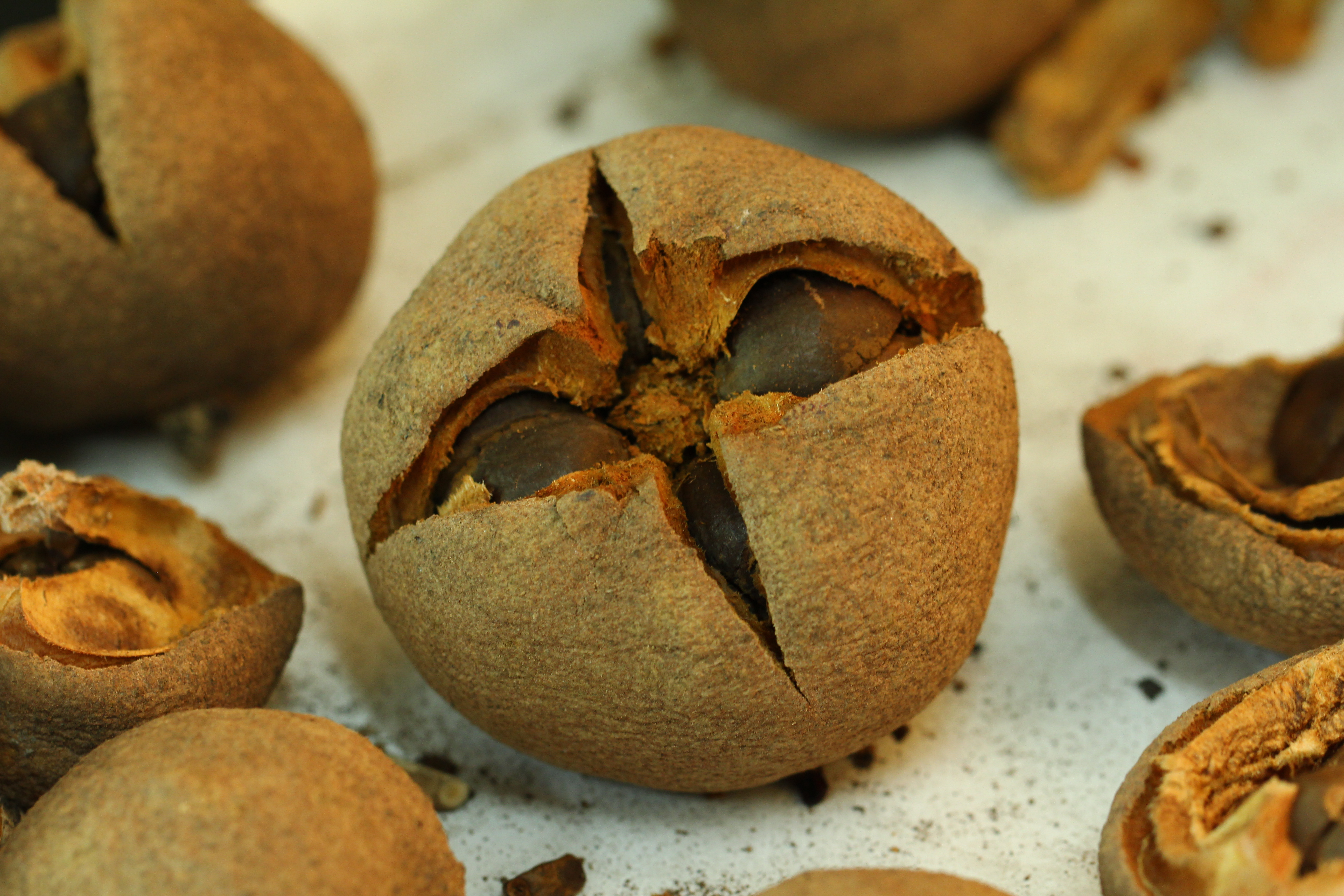
ツバキ属（ツバキ科）の蒴果と種子
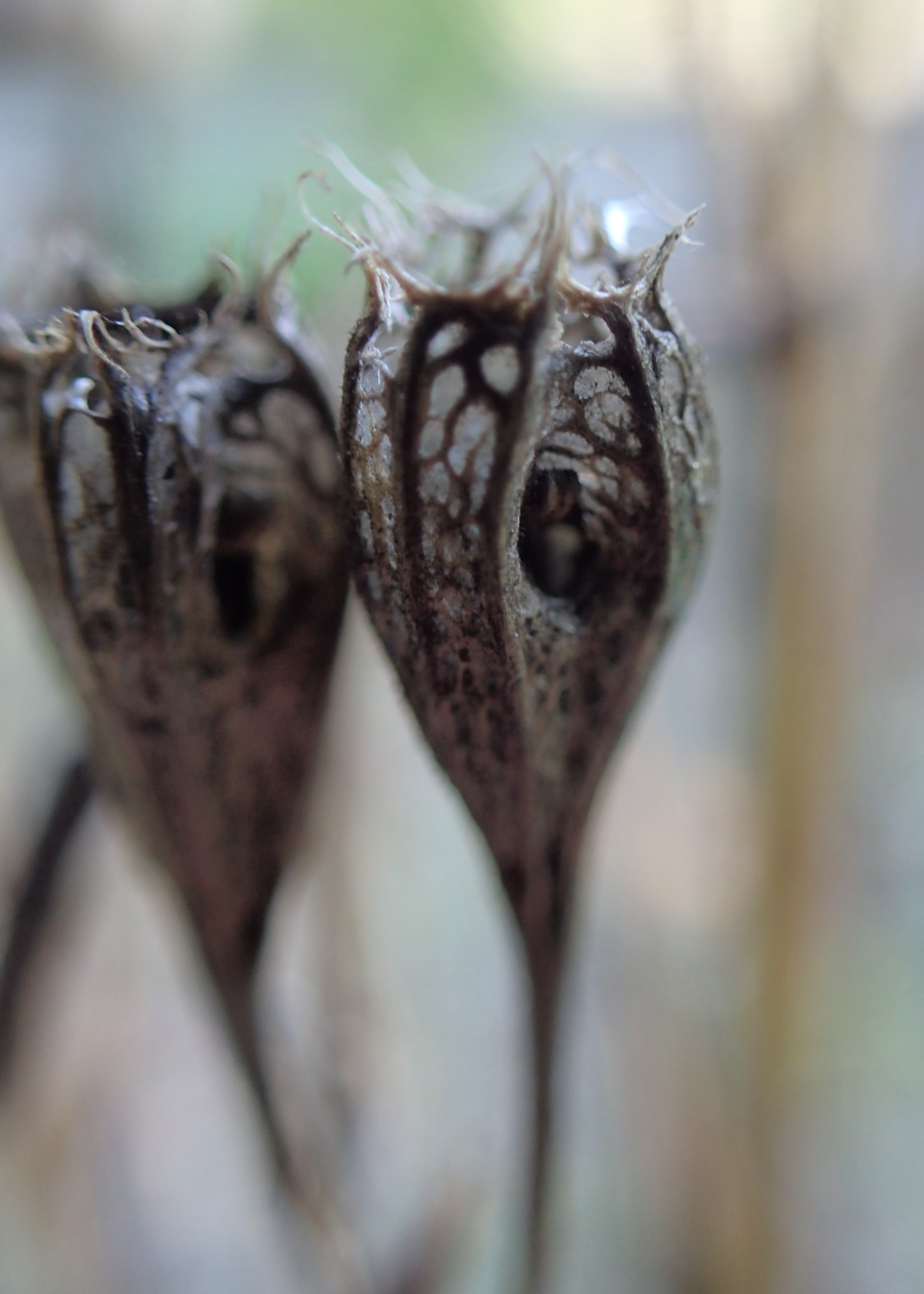
モモノハギキョウ（キキョウ科）の孔開蒴果